# Fenerbahçe Şükrü Saracoğlu Stadion
Fenerbahçe Şükrü Saracoğlu Stadion er hjemmebane for den tyrkiske fodboldklub Fenerbahçe SK. Der er plads til 50.509 tilskuere.
UEFA Cup finalen 2009 blev spillet på dette stadion. FC Shakhtar Donetsk trak sig sejrrigt ud af opgøret mod Werder Bremen efter ekstra spilletid og en endelig slutscore på 2–1.